# Henning Helgesson
Henning Helgesson (* 28. März 1900; † 25. September 1986) war ein schwedischer Fußballspieler. Der Mittelfeldspieler lief zwischen 1923 und 1929 in 20 Länderspielen für die schwedische Nationalmannschaft auf und erzielte dabei zwei Tore.

## Werdegang
Helgesson begann mit dem Fußballspielen bei IK Virgo. Anschließend wechselte er zum Göteborger Klub Örgryte IS, für den er in den 1920er und Anfang der 1930er Jahre aktiv war. Dabei entwickelte er sich zum Nationalspieler und debütierte am 28. Oktober 1923 anlässlich einer 1:2-Niederlage gegen die ungarische Nationalmannschaft an der Seite von Gösta Wihlborg, Valdus Lund und Charles Brommesson im schwedischen Nationaldress. Bereits drei Tage später war der Mittelfeldspieler beim 2:2-Unentschieden gegen Polen neben Harry Dahl für seine Farben als Torschütze erfolgreich.
Nach Gründung der Allsvenskan zur Spielzeit 1924/25 trat Helgesson mit dem Verein in der neu geschaffenen Liga an. An der Seite von Spielern wie Carl-Erik Holmberg, Douglas Krook, Sven Rydell und Robert Zander war er Stammspieler in der Mannschaft, die mit dem Ortsrivalen GAIS und Helsingborgs IF zu den führenden Mannschaften der Anfangsjahre gehörte. 1926 und 1928 wurde er mit der Mannschaft Erster in der Liga, der schwedische Meistertitel wurde seinerzeit jedoch nicht offiziell vergeben. 1929 lief er zum letzten Mal im Nationaljersey auf, den 10:0-Sieg über Lettland bei seinem „Abschiedsspiel“ krönte er mit seinem zweiten Länderspieltreffer.